# Oh l'amour
Singles de Erasure
Heavenly Action
(1985) Sometimes
(1986)
Clip vidéo
[vidéo] « Oh l'amour », sur YouTube
Oh l'amour est une chanson du duo britannique Erasure sortie (au Royaume-Uni) en tant que son troisième single le 21 avril 1986. Elle figure sur le premier album du groupe, Wonderland, sorti au Royaume-Uni le 2 juin de la même année.
Au Royaume-Uni, le single n'est pas remarqué lors de sa sortie : il débute à la 90e place du classement des ventes de singles britannique dans la semaine du 27 avril au 3 mai 1986 et atteint sa meilleure position à la 85e place la semaine suivante.
Oh l'Amour connaît un destin plus favorable dans d'autres pays, faisant de cette chanson le tout premier succès commercial d'Erasure : no 2 en Afrique du Sud, no 13 en Australie, no 14 en France, no 15 en Suède, no 16 en Allemagne, no 17 en Irlande et no 25 en Nouvelle-Zélande. En France, le titre reste l'unique succès commercial d'Erasure.
Il faut attendre le single suivant, Sometimes, pour qu'Erasure trouve finalement le succès commercial au Royaume-Uni où il cumulera une bonne vingtaine de tubes jusqu'au milieu des années 2000.

## Utilisations
- En 2023, Oh l'amour bénéficie d'un revival inattendu en servant d'illustration musicale à la campagne publicitaire pour la phase 2 de la Renault Clio 5 E-Tech full hybrid. Le constructeur automobile français Renault utilise alors des extraits de la chanson Oh l'Amour (dans sa version de l'édition européenne de l'album Wonderland, 1986). Le slogan en sous-titre et en surimpression du clip publicitaire fait écho au thème de l'amour : « L'énergie change, l'amour reste ». Renault France met la publicité en ligne sur YouTube le 18 avril 2023, puis une première campagne de diffusion média (télévision et radio) est lancée en France le 20 août 2023, avant de s'étendre à d'autres pays européens à partir de début septembre jusqu'à la mi-octobre 2023. La campagne publicitaire reprend ensuite épisodiquement jusqu'au mois d'avril 2024. Après une longue suspension de six mois, la campagne publicitaire reprend une dernière fois, pour deux semaines, du 18 au 30 novembre 2024.